# Giuseppe Zanatta
Giuseppe Zanatta (Miasino, 29 settembre 1634 – 1720) è stato un pittore italiano del periodo barocco, attivo tra la fine del XVII secolo e l'inizio del XVIII.

## Biografia
Le scarne informazioni disponibili lo collocano nel 1654 come apprendista presso il cantiere di Panfilo Nuvolone e Carlo Francesco Nuvolone al Sacro Monte di Orta. Nel 1669 è citato fra gli iscritti all'Accademia Ambrosiana e a quella di San Luca di Corconio nel 1696. Nell'Abecedario pittorico di Pellegrino Antonio Orlandi Federico Panza viene descritto come allievo dello Zanatta, se ne desume che abbia tenuto bottega a Milano. L'unica opera milanese è un telero, disperso, delle storie di Sant'Antonio per la chiesa di Santa Maria del Giardino.
Lo stile, di evoluzione discontinua, è caratterizzato dai volti carnosi, il pesante panneggiamento dei vestiti e dalla particolare anatomia nei nudi. Recente l'attribuzione di alcune opere presenti nel Cusio.

## Opere
- Il pretore Audenzio visita San Giulio, olio su tela, 700x485 transetto, Basilica di San Giulio, Orta San Giulio.
- Punizione del bifolco infingardo, olio su tela, 700x485 Basilica di San Giulio, Orta San Giulio
- Dio padre e angeli con i santi Aurora, Gaetano e Nicola da Tolentino, olio su tela, 250x180, Chiesa di Sant'Albino, Pella
- Sant'Antonio con Gesù Bambino, oratorio di Sant'Antonio, Miasino

- Teleri dedicati alla storia di Sant'Antonio presso la chiesa di sant'Antonio, Vacciago, provincia di Novara
  - Nascita di Sant'Antonio
  - Il santo nel deserto rifocillato dall'Angelo
  - San Antonio Abate resuscita un giovane assassinato, olio su tela, 180x150

- Natività di Gesù e Adorazione dei Magi, olio su tela, 300x200 cad. nella cappella della Circoncisione della Chiesa di San Rocco  a Miasino
- Deposizione dalla croce, olio su tela, 220x115 Madonna del Latte, olio su tela, 220x115 nella cappella della Croce, Chiesa di San Rocco a Miasino
- Teleri delle Storie di San Rocco, Chiesa di San Rocco  a Miasino
  - San Rocco visitato dal cavaliere piacentino, olio su tela, 500x350, databile al 1683
  - San Rocco guarisce un cardinale, olio su tela, 500x180
- Teleri di San Giovanni Battista Chiesa di San Giovanni Battista, Ameno, parte di una serie di nove teleri alcuni dei quali opera di Tarquinio Grassi e di Giovanni Antonio De Groot
- Gesù Cristo, la Vergine e San Giovanni Battista decollato, olio su tela, 200x140
- La Madonna del Carmelo, San Giovanni Battista, San Francesco e un devoto, olio su tela 200x160,